# 創作土人形工房まちなか交流の家
創作土人形工房まちなか交流の家 (そうさくつちにんぎょうこうぼうまちなかこうりゅうのいえ）は、長野県中野市にある土人形の資料館。土人形の型抜きから色付けまでの制作工程を体験できる。中野市まちなか交流の家条例に基づいて運営され、正式名称は「中野市まちなか交流の家」である。

## 概要
中野市に伝わる郷土玩具「中野土人形」は、古くから“土びな”と呼ばれ庶民の生活に深く根ざし、様々な場面で親しまれてきた。市は中野土びなを中心に、全国の土人形を展示する日本土人形資料館を1989年に開館し、2006年からはこの土人形を通じて地域振興を図る「土人形の里づくり事業」を開始した。事業の一環として2008年に開場したのが創作土人形工房「まちなか交流の家」である。建物は市に寄付された民家を改修して使用しており、市内や近隣から月50人程度の利用がある。

## 制作体験

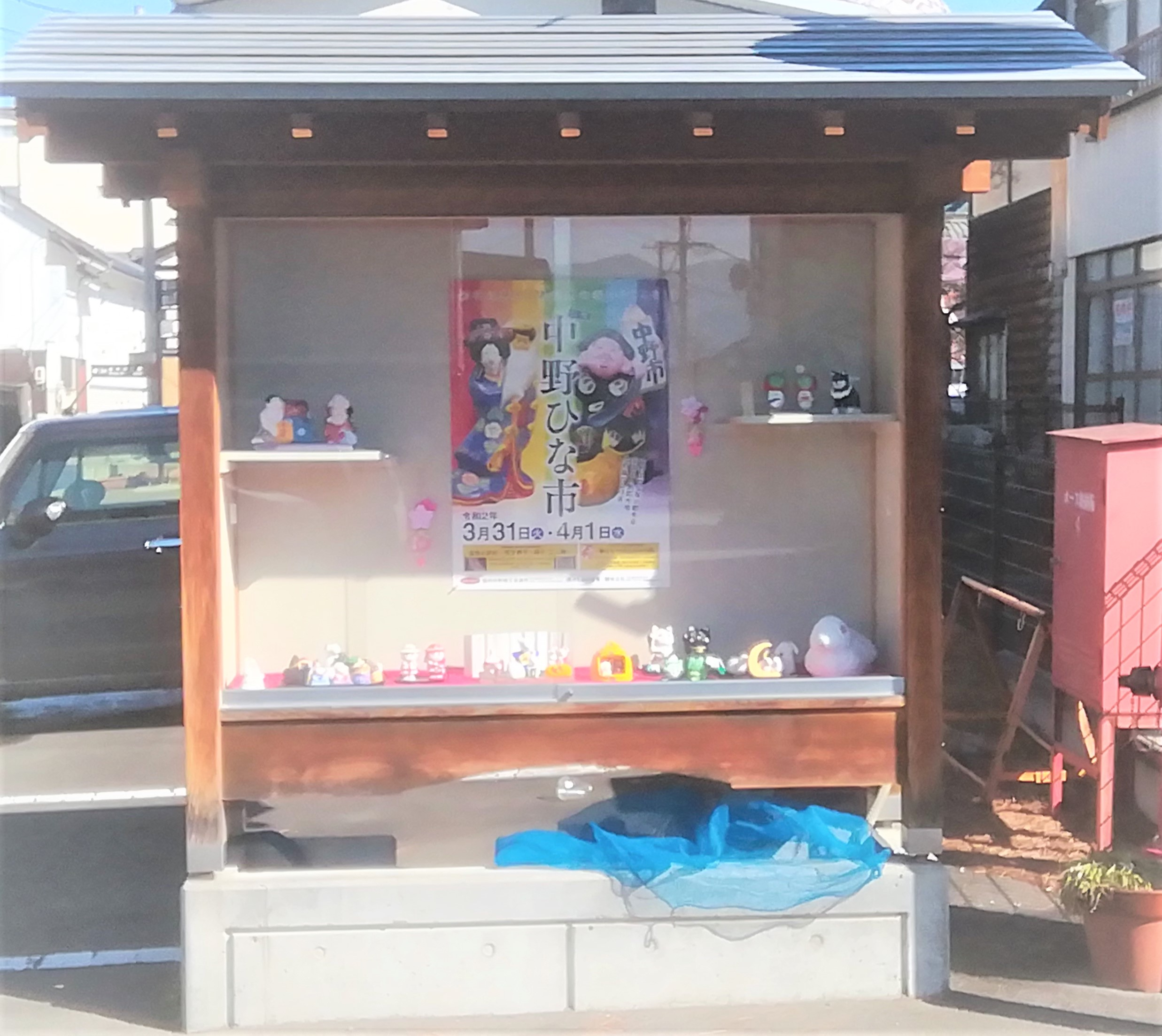
「創作土人形工房 まちなか交流の家」の前にある飾り棚

土人形の制作現場を見学できるほか、土をこねる、型づくり、型抜き、素焼き、白塗り、絵付けからなる土人形の制作工程の各作業を全て体験できる。従来絵付け体験を行っていた日本土人形資料館の館長を務めた人物も指導員として加わっており、一連の作業を体験できる施設は、土人形の里である中野市でもこの施設のみである。各工程には時間を要するため、まちなか交流の家を何度も訪問して完成させることになり、土人形制作を通じた交流の場ともなっている。
絵付け体験（白塗りされた土人形に自分の好きな色で色付け）は、小さなものであれば30分程度で出来上がる。年末には翌年の干支をテーマにした絵付けが行われるほか、令和改元の際には新元号をテーマにした絵付け体験も行われた。

## オリジナル土人形
まちなか交流の家では、オリジナルの土人形の制作にも積極的に取り組んでいる。親しみやすいかわいらしい人形がたくさんある。

## 利用案内
- 開館時間 9:00～17:00
- 休館日 毎週水曜日 12月29日～1月3日
- 入館料 無料(体験料は別途200円～)
- 駐車場 普通車6台

## 交通アクセス
- 上信越自動車道信州中野ICから車で約15分
- 長野電鉄信州中野駅から徒歩約15分